# マルト・ポーム
マルト・ポーム（Mart Poom ([ˌmɑːrt ˈpoʊm] エストニア語発音: [ˈmɑrt ˈpoːm], 1972年2月3日 - ）は、ソビエト連邦（現エストニア）・タリン出身の元同国代表サッカー選手、現サッカー指導者。現役時代のポジションはゴールキーパー。

## 経歴

### 現役時代

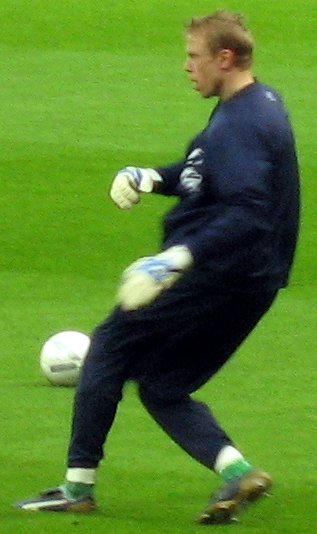
ボルトン戦（2007年1月）

ダービー・カウンティFCの正GKとして長く活躍した。2005-06シーズンからレンタル選手としてアーセナルFCに半年在籍後に完全移籍したが、リーグ戦での出場機会には恵まれなかった。2007年5月26日、チャンピオンシップへの降格が決定し、ベン・フォスターがマンチェスター・ユナイテッドFCへレンタルバックするワトフォードFCへ加入。2008年9月のレディングFC戦で肩を負傷して以降はプレーすることができず、翌年5月2日にクラブとの双方合意により契約を解除した。

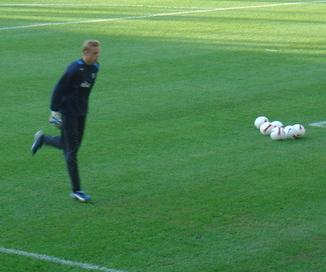
イングランド代表戦（2007年6月

エストニアでは6度の最優秀選手、および代表歴100キャップを超える実績を誇る英雄である。2003年にはエストニアサッカー協会によって同国の過去50年間最優秀選手に選ばれた。
2009年6月10日、自身の出身地タリンで行われたポルトガル戦に先発出場し、0対0の引き分けの後に代表から引退した。

### 指導者時代
アーセナルでGKコーチのアシスタントを務めた後、2008年から母国の代表チームのGKコーチに就任した。

## 所属クラブ
- FCフローラ・タリン 1988
- SKタリンナ・スポルト 1989-1990
- クオピオン・パロセウラ 1992
- FCフローラ・タリン 1992-1993
- FCヴィル1900 1993-1994
- ポーツマスFC 1994-1997

→  FCフローラ・タリン 1995-1997 (loan)
- ダービー・カウンティFC 1997.3-2003

→  サンダーランドAFC 2002-2003 (loan)
- サンダーランドAFC 2003-2006

→  アーセナルFC 2005-2006 (loan)
- アーセナルFC 2006-2007
- ワトフォードFC 2007-2009

## タイトル

### クラブ
サンダーランド
- フットボールリーグ・チャンピオンシップ : 2004-05

### 個人
- エストニア年間最優秀選手 : 1993, 1994, 1997, 1998, 2000, 2003
- UEFAジュビリーアウォーズ : 2003